# برتقالي الميثيل
برتقالي الميثيل (بالإنجليزية: Methyl orange) هو مؤشر للأس الهيدروجيني (pH) يستخدم  في المعايرة بسبب تباين لونه الواضح والمتميز عند قيم الأس الهيدروجيني المختلفة. يظهر الميثيل البرتقالي باللون الأحمر في الوسط الحمضي واللون الأصفر في الوسط القاعدي. ولأنه يتغير لونه عند ثابت التفكك للحمض متوسط القوة، فإنه يستخدم عادة في معايرة الأحماض القوية في القواعد الضعيفة التي تصل إلى نقطة التكافؤ عند الرقم الهيدروجيني 3.1-4.4. وعلى عكس المؤشر العالمي، لا يحتوي الميثيل البرتقالي على نطاق كامل من تغيرات اللون، ولكن له نقطة نهاية حادة. وفي المحلول الذي يصبح أقل حمضية، يتغير الميثيل البرتقالي من الأحمر إلى البرتقالي، وأخيرًا، إلى الأصفر - مع حدوث العملية العكسية في محلول يزداد الحموضة.

## روابط خارجية
- Informative page on different titration indicators, including Methyl Orange